# Teyujagua
Teyujagua foi um pequeno, réptil archosauromorpha semiaquático que viveu no Brasil cerca de 250 milhões de anos atrás durante o período Triássico. É conhecido a partir de um crânio bem preservado, e, provavelmente, se assemelhava a um crocodilo na aparência. Era um intermediário entre os archosauromorpha primitivos e os archosauriformes mais avançados. O nome do gênero: "Teyujagua" é derivado de da palavra Teyú yagua, que na mitologia guarani é um lagarto com como a cabeça parecida a um cão, e o nome da espécie, "paradoxa", significa incomum ou estranho

## Descrição
Teyujagua é conhecido apenas a partir de um crânio bem preservado com quatro vértebras cervicais associadas, o único material pós-craniano conhecido, mas infere-se ter sido um pequeno quadrúpede carnívoro que cresceu até um comprimento de até 1,5 metros (4,9 pés).

### Crânio
O crânio de Teyujagua está excepcionalmente bem preservado e quase completo, possuindo várias características-chave do crânio arcossauriforme. No total, mede aproximadamente 115 milímetros (4,5 pol), com um focinho longo, largo e achatado. Teyujagua possui um mosaico de características intermediárias entre os arcossauromorfos basais e os Archosauriformes. As características primitivas incluem a ausência de uma fenestra antorbital e uma barra temporal inferior aberta, no entanto, como Archosauriformes, tem dentes serrilhados e uma fenestra mandibular exposta na mandíbula inferior, características anteriormente encontradas apenas em Archosauriformes.
As narinas externas são posicionadas dorsalmente e fundidas em uma única grande abertura (confluente), uma característica encontrada em vários Archosauriformes aquáticos e semi-aquáticos, embora as órbitas estejam posicionadas lateralmente e levemente para frente, proporcionando visão binocular limitada. Os nasais são longos e ocupam grande parte do comprimento do crânio, seguidos pelos frontais curtos e largos que são quase excluídos da margem da órbita pelos pré e pós-frontais. Os ossos pós-frontais são esculpidos e os jugais são igualmente adornados com cristas longitudinais. Os ossos parietais circundam um pequeno forame pineal ("terceiro olho"), uma característica ausente na maioria dos Archossauriformes, mas às vezes encontrada no Proterosuchus archosauriformes Proterosuchus. A fenestra temporal inferior tem formato trapezoidal, outra característica encontrada anteriormente em archossauriformes, enquanto as fenestras temporais superiores são delgadas.
Uma característica única (autapomorfia) de Teyujagua é que a fenestra mandibular externa está posicionada incomumente à frente na mandíbula inferior, diretamente abaixo dos olhos quando a mandíbula está fechada. A dentição é heterodonte, com quatro dentes pré-maxilares pequenos e um máximo de 15 dentes maxilares maiores. A fileira de dentes dentários é ligeiramente mais curta que a fileira de dentes da maxila. Os dentes são todos comprimidos lateralmente e serrilhados, no entanto, ao contrário dos Archosauriformes posteriores, eles são apenas serrilhados em suas margens distais (traseiras). Os dentes também são diferentes dos primeiros archossauriformes, pois são implantados frouxamente em alvéolos profundos (tecodonte), enquanto os primeiros arcossauriformes tinham dentes fundidos em seus alvéolos ósseos (anquilotecodont).

## Descoberta e nomeação
O material holótipo, UNIPAMPA 653, foi coletado de uma exposição na Formação Sanga do Cabral no Sul do Brasil, informalmente conhecida como Bica São Tomé, localizada na Bacia do Paraná. A localidade é composta por cinco afloramentos, sendo o UNIPAMPA 653 encontrado cerca de 5 metros acima da base do afloramento 5, em camada rica em concreções calcárias. O espécime foi coletado por uma equipe do Laboratório de Paleobiologia da Universidade Federal do Pampa (Unipampa) no início de 2015 e posteriormente descrito em um estudo de coautoria do Dr. Felipe L. Pinheiro e outros e publicado em Relatórios Científicos (Nature Publishing Group) no início de 2016.
O crânio foi notado como excepcionalmente bem preservado, já que muitos outros fósseis da Formação Sanga do Cabral são tipicamente mais fragmentados e mal preservados, tendo sido retrabalhados a partir de sedimentos ligeiramente mais antigos entre camadas de conglomerados. Além de sua completude incomum, o crânio também foi digitalizado por tomografia computadorizada para revelar mais detalhes do fóssil que ainda estavam ocultos pela matriz circundante, particularmente áreas do lado esquerdo do crânio, regiões palatinas e occipitais
Pinheiro et al. nomeou-o para Teyú Yaguá com a tradução literal pretendida de "lagarto feroz", embora "lagarto cão" tenha sido oferecido como a tradução literal guarani correta.[4] O nome específico é derivado do grego paradoxa ("paradoxal", "inesperado"), referindo-se à sua combinação incomum de características arquessauriformes ancestrais e derivadas.

## Classificação
Em uma análise filogenética, Teyujagua foi recuperado como o táxon irmão de Archosauriformes, em uma posição mais derivada do que o Triássico Prolacerta. Pinheiro et al. realizaram a análise usando uma nova matriz de dados montada a partir de dois estudos anteriores de Martin D. Ezcurra. Sua análise recuperou duas árvores mais parcimoniosas, ambas recuperando um clado formado por Teyujagua e Archosauriformes. Este clado é suportado por cinco sinapomorfias.
Eles também realizaram outra análise que incluiu o Eorasaurus do Permiano enigmático e pouco conhecido, considerado o mais antigo archosauriforme conhecido. A inclusão de Eorasaurus produziu uma topologia amplamente semelhante à primeira análise, com Teyujagua ainda ocupando uma posição irmã com Archosauriformes. No entanto, recuperou Eorasaurus em uma politomia não resolvida com Koilamasuchus, Fugusuchus, erythrosuchids e um clado composto por Euparkeriidae, Proterochampsia e Archosauria. Isso fornece suporte adicional de afinidades archosauriformes para Eorasaurus, e assim também suporta a presença de linhagens fantasmas archosauriformes e arcossauromorfos que se estendem até o período Permiano, pelo menos no meio Wuchiapingian do final do Permiano. Sob esses resultados, Teyujagua representaria um táxon relíquia que sobreviveu à extinção do final do Permiano de uma história evolutiva anterior no final do Permiano.

## Importância evolutiva
Teyujagua fornece uma forma de morfologia de transição entre Archosauriformes e outros arcossauromorfos anteriores. Características anteriormente consideradas exclusivas dos Archosauriformes, incluindo a fenestra mandibular externa e os dentes serrilhados, são encontradas em Teyujagua e demonstram que as principais características dos Archosauriformes foram adquiridas em forma de mosaico, em vez de evoluir de uma só vez. Além disso, essas características se relacionam amplamente com as adaptações alimentares, sugerindo que os crânios dos archosauriformes estavam sendo adaptados para um estilo de vida predatório e hipercarnívoro antes da aquisição de características relacionadas à pneumática (por exemplo, a fenestra antorbital e uma barra temporal fechada) que caracterizam os Archosauriformes posteriores.
Teyujagua também suporta um modelo de radiação de duas fases de evolução arcossauriforme no final do Permiano e no Triássico. A primeira dessas radiações ocorreu como uma diversificação filogenética durante o Lopingiano, possivelmente como uma resposta ao evento de extinção do final do Guadalupe, onde os arcossauriformes evoluíram como táxons de desastre para preencher papéis predatórios menores nos ecossistemas do Permiano, ao lado de seus parentes arcossauromorfos. A segunda radiação segue a extinção do final do Permiano, onde os arcossauriformes aumentaram em tamanho, abundância e riqueza de espécies, passando a ocupar os papéis terrestres dominantes nos ecossistemas triássicos. A presença do arcossauriforme Eorasaurus e do proterosuchid Archosaurus no final do Permiano suporta o modelo de diversificação inicial, e Teyujagua fornece uma visão única para a aquisição inicial de características em sua evolução inicial no Permiano, pois os registros esqueléticos para arcossauriformes do Permiano são raros e fragmentário.

## Paleoecologia
A Formação Sanga do Cabral é interpretada como representando uma ampla planície semiárida com canais localizados de riachos rasos trançados. A fauna de vertebrados mais comum são os pararépteis procolofonóides, particularmente o gênero Procolophon, bem como os restos fragmentários de anfíbios temnospondyl, incluindo o rhytidosteid Sangaia e o capitosauroid Tomeia. Menos comuns são os restos pós-cranianos de outros arcossauromorfos e possivelmente sinapsídeos. A formação é aproximadamente coeva com a Lystrosaurus Assemblage Zone em Karoo, África do Sul, e compartilha uma composição similar da fauna do Triássico Inferior.
Teyujagua pode ter sido um predador de emboscada semi-aquático ao longo das margens de lagos e riachos, como sugerido pelas narinas posicionadas dorsalmente, semelhantes a alguns Crocodyliformes posteriores. Os dentes serrilhados e a fenestra mandibular externa implicam no desenvolvimento de um estilo de vida hipercarnívoro como em Archosauriformes posteriores. 